# Lithprint

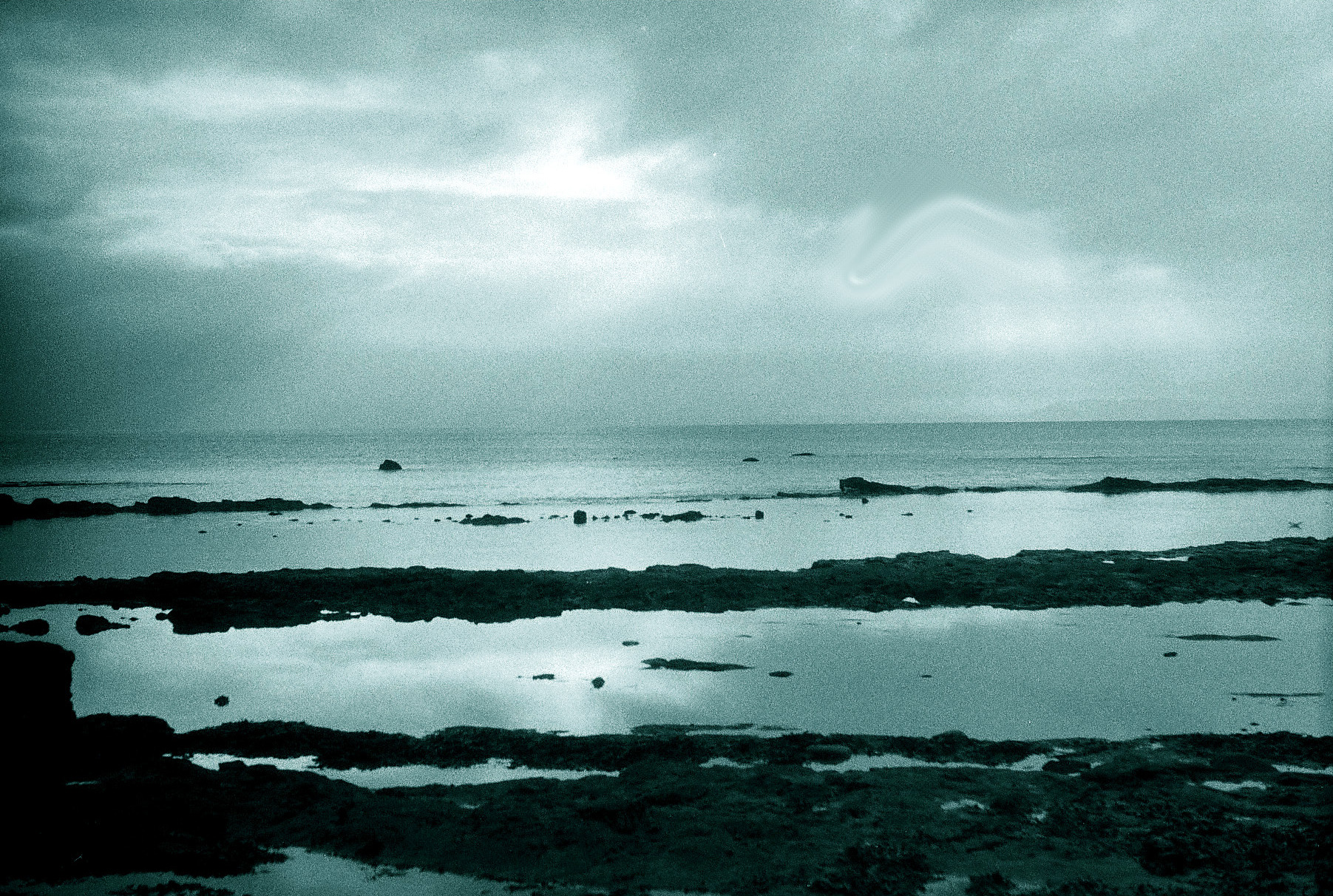
Krajinářská fotografie metodou lithprint

Lithprint je fotografický tiskový proces, který používá standardní černobílý fotografický papír s litografickou vývojkou (často silně zředěnou standardní vývojkou), aby se dosáhlo tisku s tmavými stíny a měkkými a jasnými světly. Na rozdíl od klasického černobílého snímku je možné dosáhnout tónů, barev a jemných odstínů, čímž se oba procesy od sebe odlišují.
Tuto technologii používá český fotograf Jiří Turek, například ve svém cyklu cityLAB, který vystavoval v Galerii Leica v Praze.

## Galerie

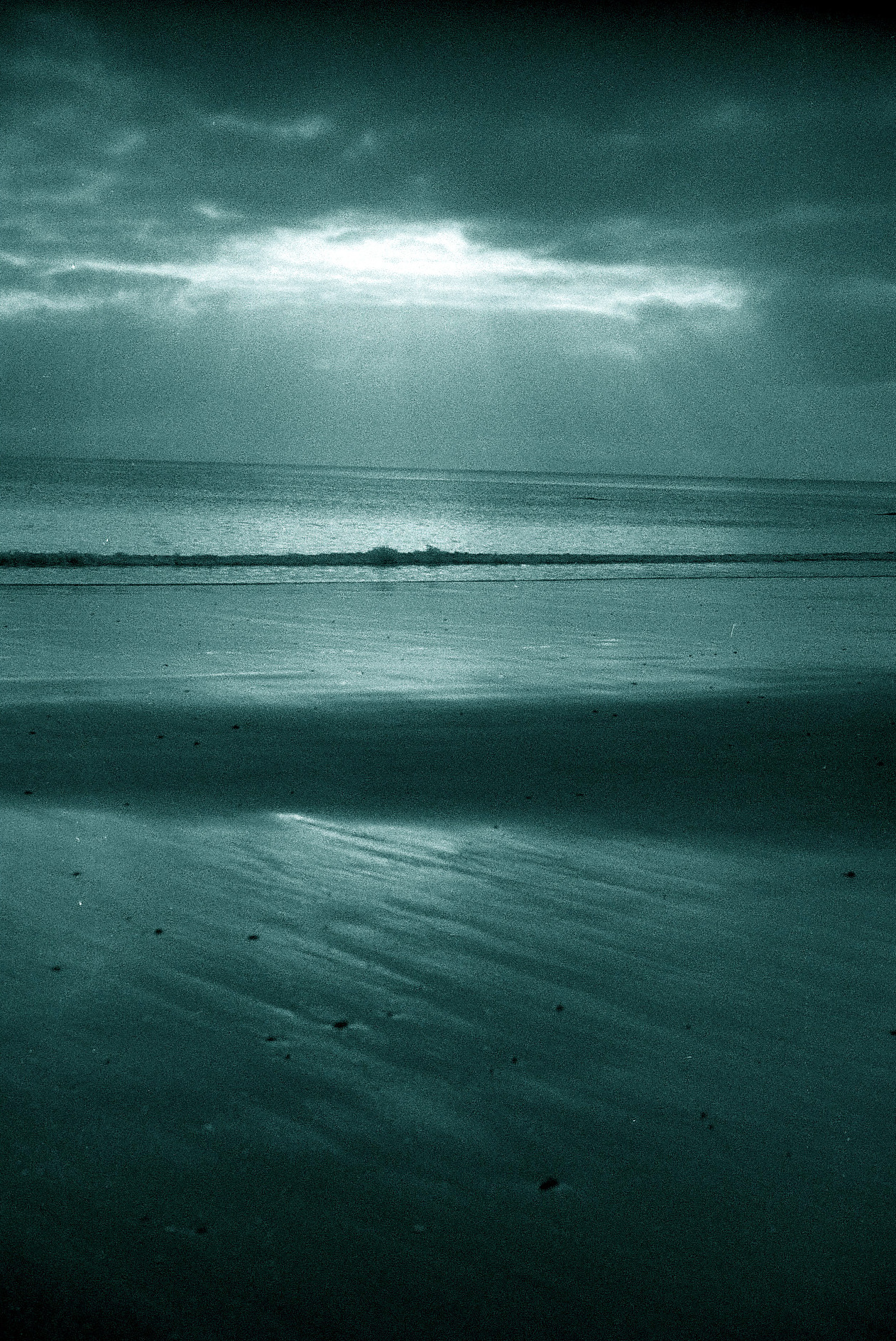
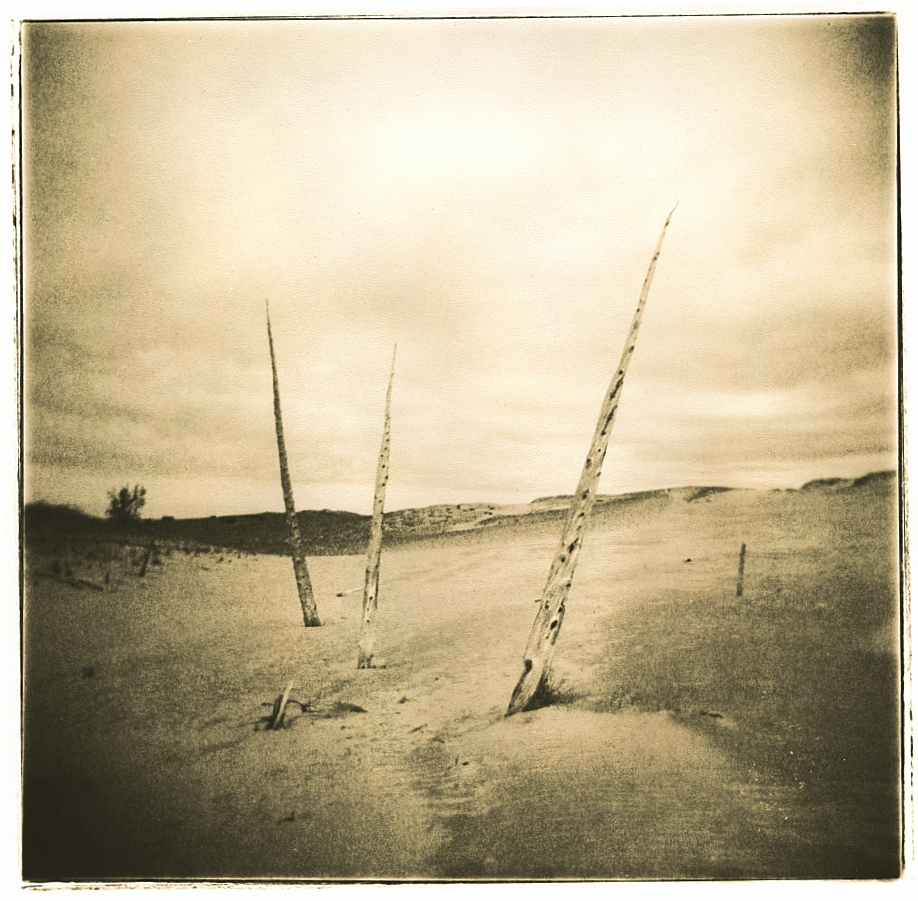
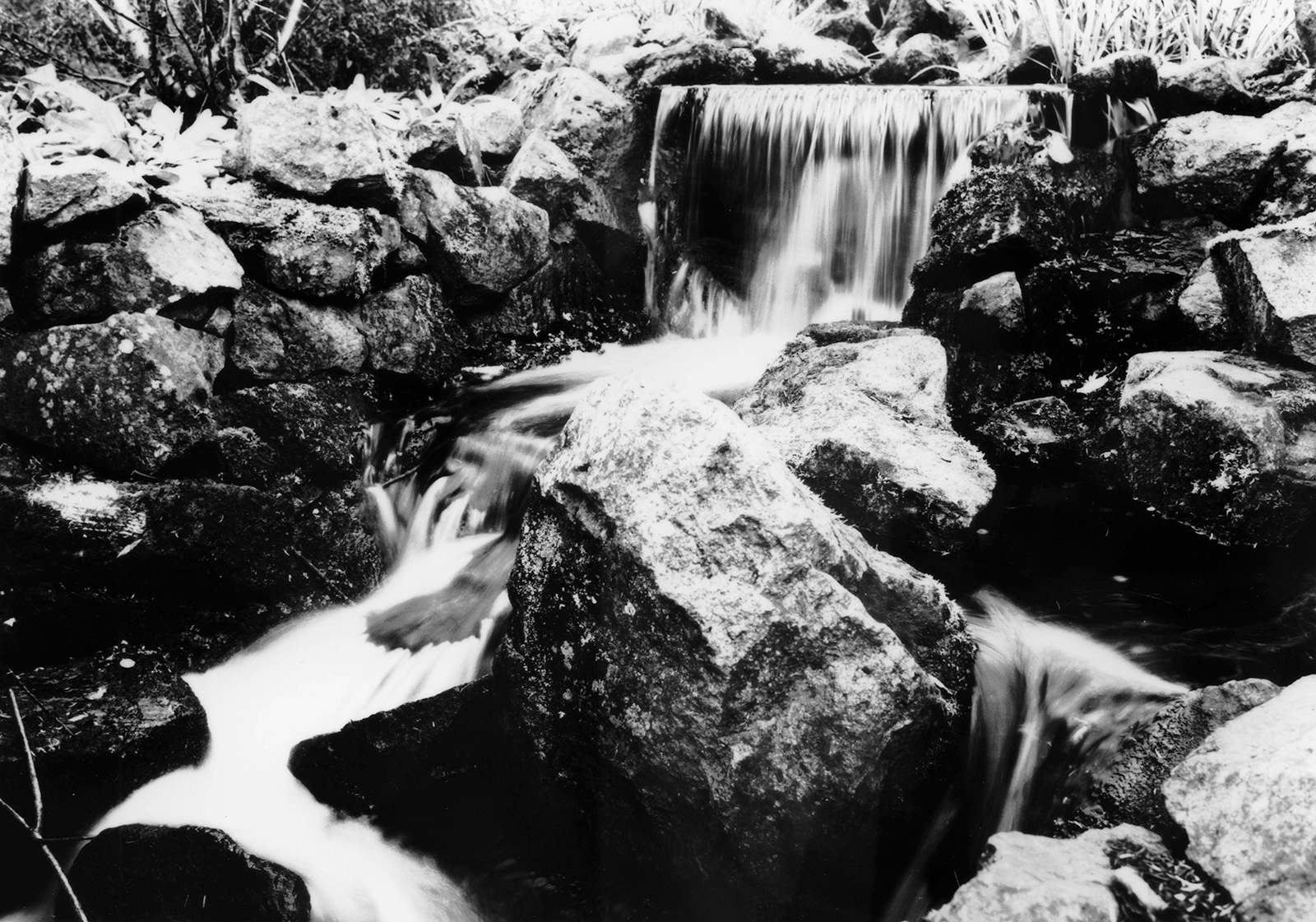